# Альберто Еррера-і-Франкі
Альберто Еррера-і-Франкі (ісп. Alberto Herrera y Franchi; 1 вересня 1874 — 18 березня 1954) — кубинський військовик, виконував обов'язки президента Куби у серпні 1933 року.

## Кар'єра
Генерал Еррера обіймав посаду секретаря армії та флоту в адміністрації президента Херардо Мачадо.
1933 року серед кубинських військовиків спалахнуло повстання на чолі з Ерасмо Дельгадо проти режиму Мачадо. 11 серпня повстанці захопили фортецю Реаль-Фуерса. Генерал Еррера прибув туди, щоб домовитись із заколотниками, та зустрівся з Дельгадо. Після тривалих дебатів було прийнято рішення кваліфікувати виступи військовиків не як повстання, а як акцію, санкціоновану наказом самого Еррери.
Наступного дня Мачадо був усунутий від посади президента. Утворився політичний вакуум, через що Самнер Веллес, тогочасний посол Сполучених Штатів на Кубі, запропонував тимчасово призначити головою держави Альберто Ерреру. Втім така пропозиція не знайшла підтримки серед військовиків. Тому, задля легітимізації передачі влади, Веллес запропонував компромісний варіант: Еррера залишається єдиним членом адміністрації Мачадо, хто не йде у відставку й автоматично стає головою держави, з єдиною метою — призначити на посаду вже у своїй адміністрації Карлоса Мануеля Сеспедеса-і-Кесаду, сина «батька країни» Карлоса Мануеля Сеспедеса. Після відставки Еррери саме Сеспедес мав залишитись єдиним членом кабінету та, відповідно, стати президентом Куби. Попри всі намагання американського посла зберегти видимість конституційності під час передачі влади, дотепер дослідники не мають упевненості в тому, чи відповідало призначення Сеспедеса до адміністрації Еррери вимогам конституції Куби.
Вже 13 серпня 1933 року Карлос Мануель Сеспедес обійняв посаду президента, а Еррера був змушений тікати. Спочатку він переховувався в готелі «Nacional», а потім, забезпечивши собі безпечну втечу, залишив Кубу.